# Saara (bij Gera)
Saara is een gemeente in de Duitse deelstaat Thüringen, en maakt deel uit van de Landkreis Greiz. Met zeven andere gemeenten maakt Saara deel uit van de Verwaltungsgemeinschaft Münchenbernsdorf, een gemeentelijk samenwerkingsverband.
Saara telt 588 inwoners.